# Yehoshua Feigenbaum
Pour les articles homonymes, voir Feigenbaum.
Yehoshua Feigenbaum (en hébreu : יהושע פייגנבוים, né le 5 décembre 1947) est un footballeur israélien. En tant qu'attaquant, il détient de nombreux records avec l'équipe d'Israël.